# Перигорская культура
Перигорская культура (Перигор) — культура позднего палеолита Франции между культурами мустье и солютре.
Разделяется на две отдельные культуры, которые разделены во времени:
- ранний перигор — шательперон,
- поздний перигор — граветтская культура.

## Период
Вся перигорская культура охватывает период 31 000—18 000 (или 35 000—20 000) годов до н. э.
Ранний перигор (шательперон) — 35 000—28 000 до н. э. Поздний перигор (граветтская культура) — 28 000—20 000 годы до н. э.

## Территория
Западная (шательперон и граветт) и Центральная (граветт) Европа.

## Природные условия
Ледник на севере Европы и холодный тундровый климат характеризуют время существования перигорской культуры.

## История выделения культуры
Ориньякская культура была разделена Брейлем на три стадии: ранний ориньяк (шательперон), средний ориньяк и поздний ориньяк (граветт). В 1933 года Дени Пейрони предложил новое название. Он объединил шательперон и граветт в одну культуру, которую назвал перигорской (иногда также «перигордиенской» от фр. périgordienne) по находкам в горах на плато Перигор (департамент Дордонь) и пытался доказать, что она развивалась одновременно и параллельно с ориньякской. При этом Пейрони считал перигорскую культуру местной, а ориньякскую — принесённой пришлым населением. Параллельное развитие ориньякской и перигорской культур не доказано. Во многих пещерах Франции ориньякские слои находятся между слоями шательперона и граветта. Не доказано и беспрерывное развитие перигорской культуры: слой, который Пейрони называл перигором II, теперь считают ориньякским, а перигор III считается более поздним, чем перигор IV и V (аграветт), и его следует называть перигором VI. Таким образом, между ранним и поздним перигором в одном и том же районе существует разрыв в 6—7 тысячелетий. Дискуссия по вопросу о перигорской культуре ещё не закончена, поэтому в работах археологов встречается двойная номенклатура: перигор ранний, или шательперон, и перигор поздний, или граветт. В новой номенклатуре ориньяком называют только ту стадию развития этой культуры, которая раньше носила название среднего ориньяка.

## Памятники
Выделена по материалам раскопок в пещере Ла-Ферраси. Перигор I следует за мустье, перигор II предшествует ориньяку, перигор III — синхронен ориньяку I—IV, а перигор IV—V — синхронен с ориньяком V.
Граветтские стоянки Чехии, Австрии и Франции датированы периодом 26 000—19 000 годов до н. э. Термин ориньяк идёт от названия пещеры Ориньяк в Юго-западной Франции (департамент Верхняя Гаронна).

## Изделия культуры
Изделия типа граветт. Широкие пластины, сколеные призматические нуклеусы.

## Хозяйство культуры
Охота на зверей. Особые места-кладовые (возможно, храмы) — пещеры.

## Этническая и расовая принадлежность
Со времени вторжения в Западную Европу (около 35 000 года до н. э.) племён ориньякцев постепенно исчезло «классическое» неандертальское население. Носители более примитивной перигорской культуры существовали в тот же промежуток времени, что и ориньякцы, но преобладали на раннем и позднем этапах этого периода. Некоторые учёные называют перигорцев потомками ориньякцев и неандертальцев (мустьерская культура). В местах контакта перигорцев (или, возможно, ориньякцев) с неандертальцами найдены остатки негроидов (пещера Гримальди в Италии).
Носители перигорской культуры, как и ориньякской, подобны современному населению Западной Европы.

## Связь с другими культурами
Некоторые учёные считают, что из перигора вырос мадлен, но перигор сменился солютре.